# Прокопьевский район
Проко́пьевский райо́н — административно-территориальная единица (район) в Кемеровской области России и одноимённое бывшее муниципальное образование (муниципальный район, преобразованный в 2019 году в муниципальный округ).
Административный центр — город Прокопьевск (не входит в состав района и округа).

## География

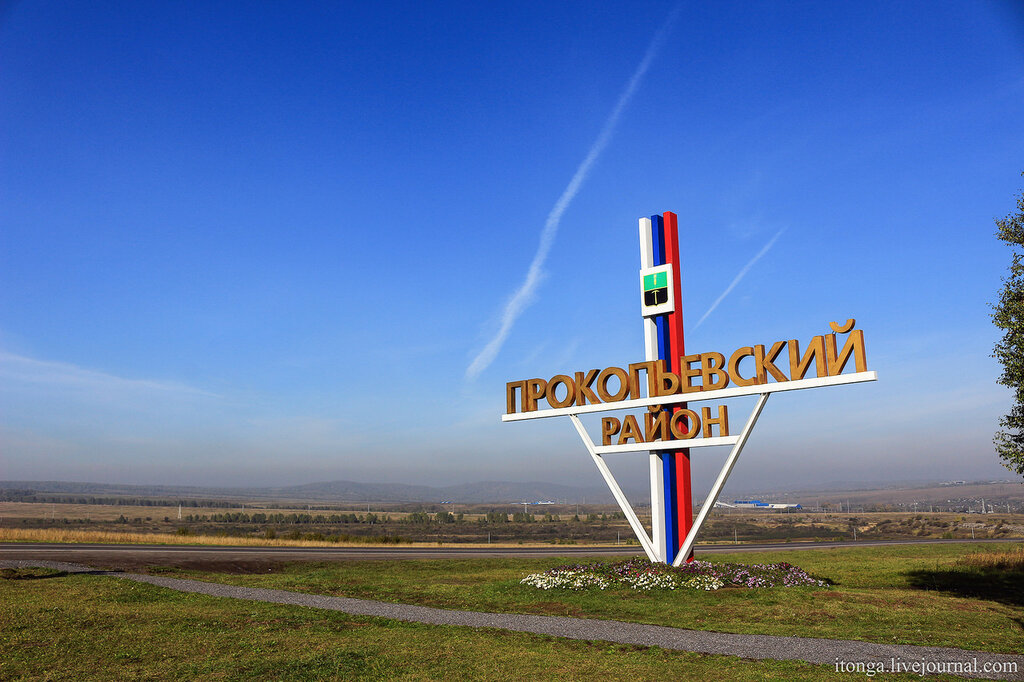
Стелла Прокопьевского Района

Район расположен на западе Кемеровской области. Граничит на севере с Гурьевским районом (муниципальным округом и Беловским районом, на юге и востоке с Новокузнецким районом Кемеровской области, на западе с Алтайским краем. Большая часть района расположена в пределах Кузнецкой котловины, по западной границе проходит Салаирский кряж. Средняя абсолютная высота территории Прокопьевского района 350—380 метров. Наивысшая точка района в пределах Салаирского кряжа — гора Барсук (высота — 567 метров) — на правом берегу реки Томь-Чумыш.

## История
Прокопьевский район образован 4 сентября 1924 года в составе Томской губернии. 2 марта 1932 года район был упразднён, его сельская местность была передана в подчинение Прокопьевскому городскому исполнительному комитету. 18 февраля 1939 года в составе Новосибирской области район был восстановлен. 26 января 1943 года из состава Новосибирской области была выделена Кемеровская область, в состав которой и вошел Прокопьевский район. В 1957 году в Прокопьевский район был влит Киселёвский район. 1 января 1963 года в связи с укрупнением районов Прокопьевский район был вновь ликвидирован, его территория вошла в состав Беловского и Новокузнецкого районов. 11 января 1965 года Прокопьевский район был снова восстановлен.
Законом Кемеровской области от 17 декабря 2004 года Прокопьевский район также был наделён статусом муниципального района, в котором были образованы 10 муниципальных образований (сельских поселений).
В августе-сентябре 2019 года Прокопьевский муниципальный район был упразднён, а все входившие в его состав поселения были преобразованы путём объединения в Прокопьевский муниципальный округ.
Прокопьевский административный район как административно-территориальная единица области сохраняет свой статус.

## Население
| 2002    | 2009    | 2010    | 2011    | 2012    | 2013    | 2014    | 2015    | 2016    |
| ------- | ------- | ------- | ------- | ------- | ------- | ------- | ------- | ------- |
| 33 705  | ↘33 420 | ↘31 442 | ↘31 355 | ↘31 295 | ↘31 122 | ↗31 144 | ↘30 944 | ↗30 951 |
| 2017    | 2018    | 2019    | 2020    | 2021    | 2025    |         |         |         |
| ↗30 988 | ↘30 833 | ↘30 444 | ↘30 324 | ↘29 989 | ↗42 882 |         |         |         |

## Административно-муниципальное устройство
В рамках административно-территориального устройства области Прокопьевский административный район включает 10 сельских территорий (границы которых совпадают с одноимёнными сельскими поселениями соответствующего муниципального района).
В рамках муниципального устройства Прокопьевский муниципальный район с 2006 до 2019 гг.  включал 10 муниципальных образований со статусом сельских поселений:
| №  | Муниципальное образование               | Административный центр        | Количество населённых пунктов | Население (чел.) | Площадь (км²) |
| -- | --------------------------------------- | ----------------------------- | ----------------------------- | ---------------- | ------------- |
| 1  | Большеталдинский территориальный отдел  | село Большая Талда            | 3                             | ↘1116            | 338,50        |
| 2  | Бурлаковский территориальный отдел      | село Бурлаки                  | 9                             | ↘3265            | 275,70        |
| 3  | Калачёвский территориальный отдел       | посёлок Калачёво              | 5                             | ↗2721            | 185,00        |
| 4  | Каменно-Ключеской территориальный отдел | посёлок станции Каменный Ключ | 5                             | ↘856             | 145,70        |
| 5  | Кузбасский территориальный отдел        | посёлок Октябрьский           | 9                             | ↘2110            | 495,00        |
| 6  | Михайловский территориальный отдел      | село Михайловка               | 5                             | ↘936             | 283,50        |
| 7  | Сафоновский территориальный отдел       | посёлок Новосафоновский       | 16                            | ↗5337            | 791,10        |
| 8  | Терентьевский территориальный отдел     | село Терентьевское            | 7                             | ↘4757            | 226,60        |
| 9  | Трудармейский территориальный отдел     | посёлок Трудармейский         | 6                             | ↘4994            | 373,76        |
| 10 | Яснополянский территориальный отдел     | посёлок Ясная Поляна          | 10                            | ↘4352            | 335,10        |

С 21 сентября 2022 года в район входит Краснобродский территориальный отдел (поселки Краснобродский и Артышта).

### Населённые пункты
В Прокопьевском районе 76 населённых пунктов.
В сносках к названию населённого пункта указана муниципальная принадлежность
| №  | Населённый пункт   | Население |
| -- | ------------------ | --------- |
| 1  | Трудармейский      | ↘4169     |
| 2  | Краснобродский     | ↘11 406   |
| 3  | Артышта            | ↘2780     |
| 4  | Дуброво            | 196       |
| 5  | Терентьевское      | 2845      |
| 6  | Калачёво           | 1843      |
| 7  | Новосафоновский    | 1468      |
| 8  | Большая Талда      | 1239      |
| 9  | Карагайла          | 1150      |
| 10 | Большой Керлегеш   | 1043      |
| 11 | Верх-Егос          | 1039      |
| 12 | Терентьевская      | 964       |
| 13 | Ясная Поляна       | 957       |
| 14 | Бурлаки            | 955       |
| 15 | Котино             | 830       |
| 16 | Школьный           | 825       |
| 17 | Шарап              | 795       |
| 18 | Каменный Ключ      | 680       |
| 19 | Севск              | 658       |
| 20 | Лучшево            | 630       |
| 21 | Михайловка         | 573       |
| 22 | Октябрьский        | 537       |
| 23 | Новостройка        | 503       |
| 24 | Плодопитомник      | 463       |
| 25 | Кольчегиз          | 446       |
| 26 | Соколово           | 388       |
| 27 | Тихоновка          | 385       |
| 28 | Индустрия          | 381       |
| 29 | Свободный          | 349       |
| 30 | Смышляево          | 287       |
| 31 | Тихоновка          | 269       |
| 32 | Новорождественское | 264       |
| 33 | Первомайский       | 254       |
| 34 | Маяковка           | 238       |
| 35 | Кутоново           | 223       |
| 36 | Чапаевский         | 209       |
| 37 | Инченково          | 207       |
| 38 | Тыхта              | 180       |
| 39 | Тырган             | 146       |
| 40 | Пушкино            | 143       |
| 41 | Малая Талда        | 126       |
| 42 | Иганино            | 124       |
| 43 | Ускатский          | 124       |
| 44 | Лукьяновка         | 115       |
| 45 | Центральный        | 108       |
| 46 | Кара-Чумыш         | 107       |
| 47 | Ключи              | 105       |
| 48 | Углерод            | 100       |
| 49 | Октябрь            | 97        |
| 50 | Каменный Ключ      | 91        |
| 51 | Ивановка           | 82        |
| 52 | Калиновка          | 82        |
| 53 | Антоновка          | 77        |
| 54 | Тайбинка           | 74        |
| 55 | Егултыс            | 72        |
| 56 | Еловка             | 67        |
| 57 | Серп и Молот       | 65        |
| 58 | Алексеевка         | 58        |
| 59 | Инченково          | 55        |
| 60 | Старосергеевка     | 47        |
| 61 | Канаш              | 41        |
| 62 | Малиновка          | 40        |
| 63 | Кыргай             | 38        |
| 64 | Оселки             | 36        |
| 65 | Кара-Чумыш         | 35        |
| 66 | Красная Горка      | 29        |
| 67 | Красная Поляна     | 20        |
| 68 | Чистугаш           | 18        |
| 69 | Нижний Тереш       | 17        |
| 70 | Золх               | 11        |
| 71 | Верх-Тереш         | 10        |
| 72 | Матюшино           | 8         |
| 73 | Новый Путь         | 6         |
| 74 | Осиновка           | 3         |
| 75 | Томское            | 0         |
| 76 | Ускат              | 0         |

| № | Населённый пункт | тип             | год упразднения |
| - | ---------------- | --------------- | --------------- |
| 1 | Красный Яр       | посёлок         | 2000            |
| 2 | Майский          | посёлок         | 2024            |
| 3 | Рубцовка         | деревня         | 1985            |
| 4 | Салаирская       | посёлок станции | 1984            |
| 5 | Хлебозавода      | посёлок         | 2025            |

## Экономика
Сельское хозяйство, лесная (запад и север района) и угольная (восток) промышленности. Транспорт (автомобильный, железнодорожный)